# Meridià 14 a l'oest
El meridià 14 a l'oest de Greenwich és una línia de longitud que s'estén des del pol Nord travessant l'oceà Àrtic, Groenlàndia, l'oceà Atlàntic, Àfrica, l'oceà Antàrtic, i l'Antàrtida fins al pol Sud.
El meridià 14 a l'oest forma un cercle màxim amb el meridià 166 a l'est. Com tots els altres meridians, la seva longitud correspon a una semicircumferència terrestre, uns 20.003,932 km. Al nivell de l'Equador, és a una distància del meridià de Greenwich de 1.558 km.

## De Pol a Pol
Començant en el pol Nord i dirigint-se cap al pol Sud, aquest meridià travessa:
| Coordenades                             | País, territori o mar | Notes |
| --------------------------------------- | --------------------- | --- |
| 90° 0′ N, 14° 0′ O / 90.000°N,14.000°O  | Oceà Àrtic            | |
| 81° 48′ N, 14° 0′ O / 81.800°N,14.000°O | Groenlàndia           | |
| 81° 1′ N, 14° 0′ O / 81.017°N,14.000°O  | Oceà Atlàntic         | Mar de Groenlàndia |
| 65° 36′ N, 14° 0′ O / 65.600°N,14.000°O | Islàndia              | |
| 64° 43′ N, 14° 0′ O / 64.717°N,14.000°O | Oceà Atlàntic         | |
| 28° 43′ N, 14° 0′ O / 28.717°N,14.000°O | Espanya               | Illa de Fuerteventura |
| 28° 12′ N, 14° 0′ O / 28.200°N,14.000°O | Oceà Atlàntic         | |
| 26° 28′ N, 14° 0′ O / 26.467°N,14.000°O | Sàhara Occidental     | Reclamat per Marroc |
| 21° 20′ N, 14° 0′ O / 21.333°N,14.000°O | Mauritània            | |
| 16° 21′ N, 14° 0′ O / 16.350°N,14.000°O | Senegal               | |
| 13° 33′ N, 14° 0′ O / 13.550°N,14.000°O | Gàmbia                | |
| 13° 17′ N, 14° 0′ O / 13.283°N,14.000°O | Senegal               | |
| 12° 40′ N, 14° 0′ O / 12.667°N,14.000°O | Guinea Bissau         | |
| 11° 39′ N, 14° 0′ O / 11.650°N,14.000°O | Guinea                | |
| 9° 59′ N, 14° 0′ O / 9.983°N,14.000°O   | Oceà Atlàntic         | Passa a l'est de l'illa de l'Ascensió, Santa Helena, Ascensió i Tristan da Cunha (a 7° 57′ S, 14° 18′ O / 7.950°S,14.300°O) |
| 60° 0′ S, 14° 0′ O / 60.000°S,14.000°O  | Oceà Antàrtic         | |
| 71° 57′ S, 14° 0′ O / 71.950°S,14.000°O | Antàrtida             | Terra de la Reina Maud — reclamada per Noruega                                                                              |